# معبد الحب (فلم)
معبد الحب هو فيلم لبناني - مصري عرض عام 1961، بطولة صباح وعماد حمدي، ومن إخراج عاطف سالم.

## قصة الفيلم
تدور أحداث الفيلم حول منافسة أخوين على قلب فتاة حيث يسافرالمهندس الشاب عادل إلى بيروت من أجل الاستشفاء، وهناك يتعرف على الممرضة سوسن، وينزل إلى الملاهي في المدينة ويتعرف على المطربة ياسمين ويقع أسيرا في حبها، ويكتشف أن ياسمين تحب شخصا آخر، وهو أخاه الأكبر أحمد وتتوالى الأحداث.

## طاقم التمثيل
- صباح: (ياسمين)
- عماد حمدي: (أحمد)
- يوسف فخر الدين: (عادل)
- نوال فريد
- فيلمون وهبي
- زينب صدقي
- جوليا ضو
- جيزيل نصر
- زكي إبراهيم
- ملفينا أمين
- صابر أبو لبن
- زين الصيداني
- عبد الرحمن المياس
- فريد صقر
- إبراهيم النحاس
- سهام الشماس
- عماد فريد
- زهير رعد

## فريق العمل
- إخراج: عاطف سالم
- قصة وحوار: نيروز عبد الملك
- سيناريو: نيروز عبد الملك، عاطف سالم
- مدير التصوير: وحيد فريد
- مونتاج: بحري
- إنتاج: أفلام طنوس فرنجية
- توزيع: الشرق لتوزيع الأفلام

## أغاني الفيلم
- دق الباب: تأليف توفيق بركات وتلحين فيلمون وهبي
- هس هس: تأليف أسعد سابا وتلحين فيلمون وهبي
- بسيطة: تأليف عبد الجليل وهبي وتلحين عفيف رضوان
- يا خالق الخلق: تأليف عبد الجليل وهبي وتلحين فيلمون وهبي